# Lucien Galtier
Pour les articles homonymes, voir Galtier.
Lucien Galtier (1812-1866) est un ecclésiastique français qui fut le premier prêtre catholique au Minnesota.

## Biographie
Lucien Galtier est né en France, à Saint-Affrique, dans le département de l'Aveyron. La date de naissance inscrite sur son tombeau est le 17 décembre 1812. 
En 1830, des colons s'établissent de l'autre côté de la rivière Minnesota à une époque où l'endroit s'appelait Saint Pierre, aujourd'hui Mendota, au Minnesota. Mathias Loras, évêque de Dubuque en Iowa, fit connaissance avec ces colons et voyagea sur le Mississippi pour visiter les habitants de l'endroit. Il écrivit à sa sœur qu'il y avait 185 Canadiens à Saint Pierre. Il envoya un missionnaire l'année suivante, ce fut Lucien Galtier, qui parlait peu l'anglais à son arrivée en 1840.
Galtier apprit que certains colons avaient quitté la colonie de la rivière Rouge et s'étaient installés sur la rive est du Mississippi. Ils décidèrent que cet endroit était idéal pour la construction d'une église. Deux habitants canadiens offrirent le terrain pour l'église, et d'autres fournirent le matériel nécessaire à la construction d'une chapelle. Puisque le père Galtier s'était établi à Saint Pierre, maintenant Mendota, ils décidèrent de la nommer Saint Paul, car les deux apôtres allaient ensemble. Cette ville s'appelle encore aujourd'hui Saint Paul. Auparavant, l'endroit s'appelait L'œil du Cochon, en liaison avec le pionnier Pierre Parrant qui avait ouvert une taverne sur les lieux. La localité sera nommée Saint Paul's Landing quelques années plus tard. Un bureau de poste fut établi en 1846, et plus tard le nom devint simplement Saint Paul

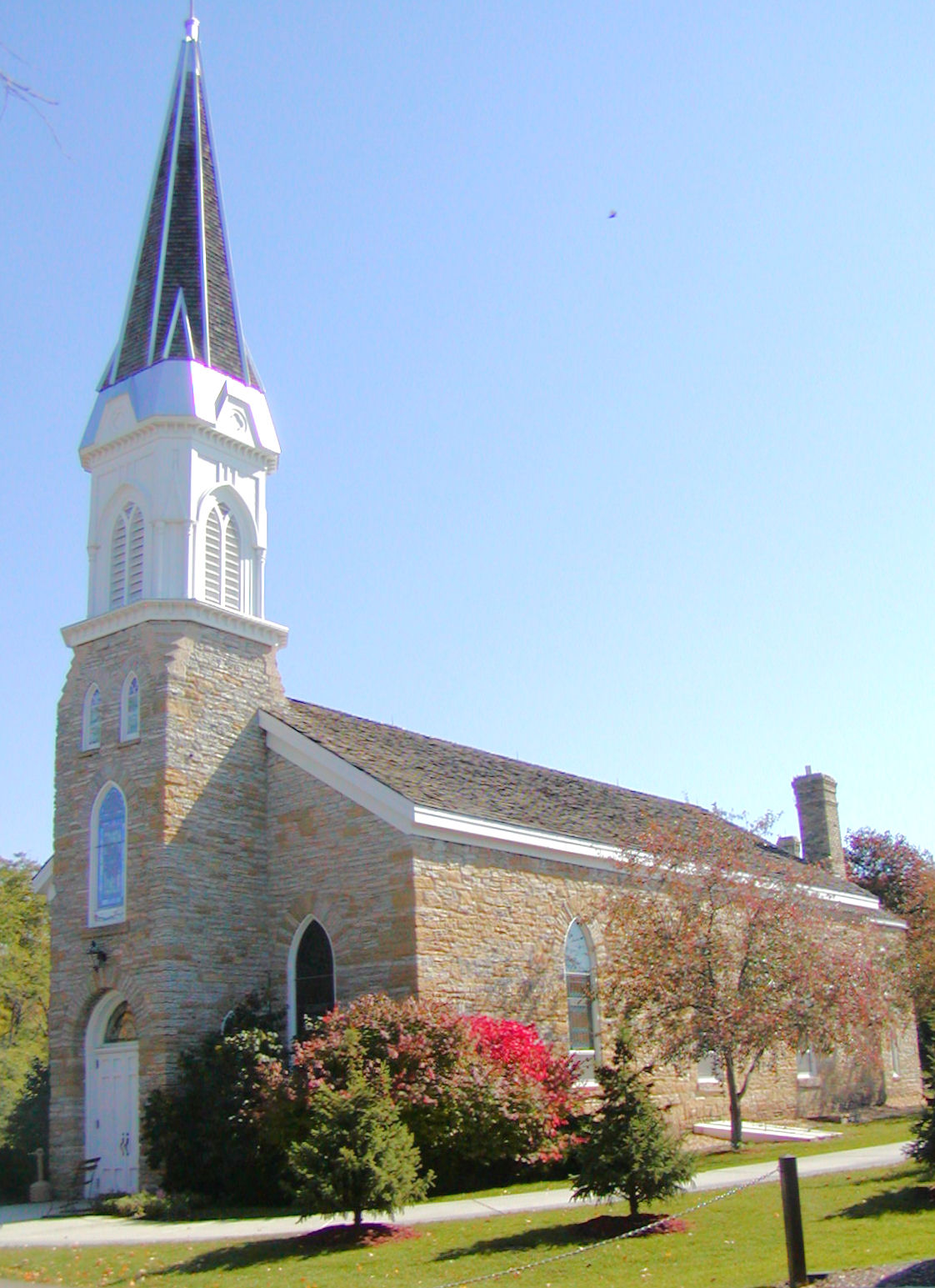
Église Saint-Pierre à Mendota au Minnesota

Jean-Baptiste Faribault donna au père Galtier une petite maison en bois à Mendota. Galtier garda une pièce pour en faire sa chambre et consacra le reste de la maison à la chapelle, en 1841. En 1842, les habitants de Mendota construisirent une chapelle plus permanente. L'église, maintenant connue comme l'église Saint Pierre, est la plus vieille église au Minnesota. La plupart des matériaux fut donnée par des catholiques que le père Galtier visita dans les camps de bucherons à la rivière Chippewa. Galtier découvrit que beaucoup d'Amérindiens de la région étaient de bons chanteurs, alors il entreprit de leur enseigner plusieurs chansons qu'il traduisit dans leur langue natale, le sioux. Galtier fit aussi des voyages missionnaires à Chippewa Falls Hudson, et Sainte-Croix au Wisconsin.  La nouvelle église attira des pèlerins jusqu'au lac Pépin.
En 1840, le père Galtier fut atteint par une "fièvre bileuse", fatigué par le travail laborieux qu'est celui de maintenir une paroisse dans une région frontalière. Il fut traité à l'hôpital militaire du Fort Snelling où il resta deux mois. En mai 1844, l'Évêque Loras le transféra à Keokuk (Iowa), où il resta quelques mois. Galtier retourna à Dubuque, mais il retourna ensuite en France sans la permission de son évêque, Mathias Loras avec qui il était en désaccord. Après une absence de deux ans, le père Galtier revint aux États-Unis et rejoignit le diocèse de Milwaukee en 1847, où il servit à la paroisse Saint Gabriel à Prairie du Chien jusqu'à sa mort en 1866. Sa tombe se trouve devant l'église Saint Gabriel.
Le Plaza Galtier dans le centre-ville de Saint Paul est ainsi nommée en son honneur, de même que « Galtier Society »(Archive.org • Wikiwix • Archive.is • Google • Que faire ?) (consulté le 14 avril 2013), une association catholique de Saint-Paul.